# Odilla noralis
Odilla noralis là một loài bướm đêm trong họ Crambidae.